# Farolas en Berlín

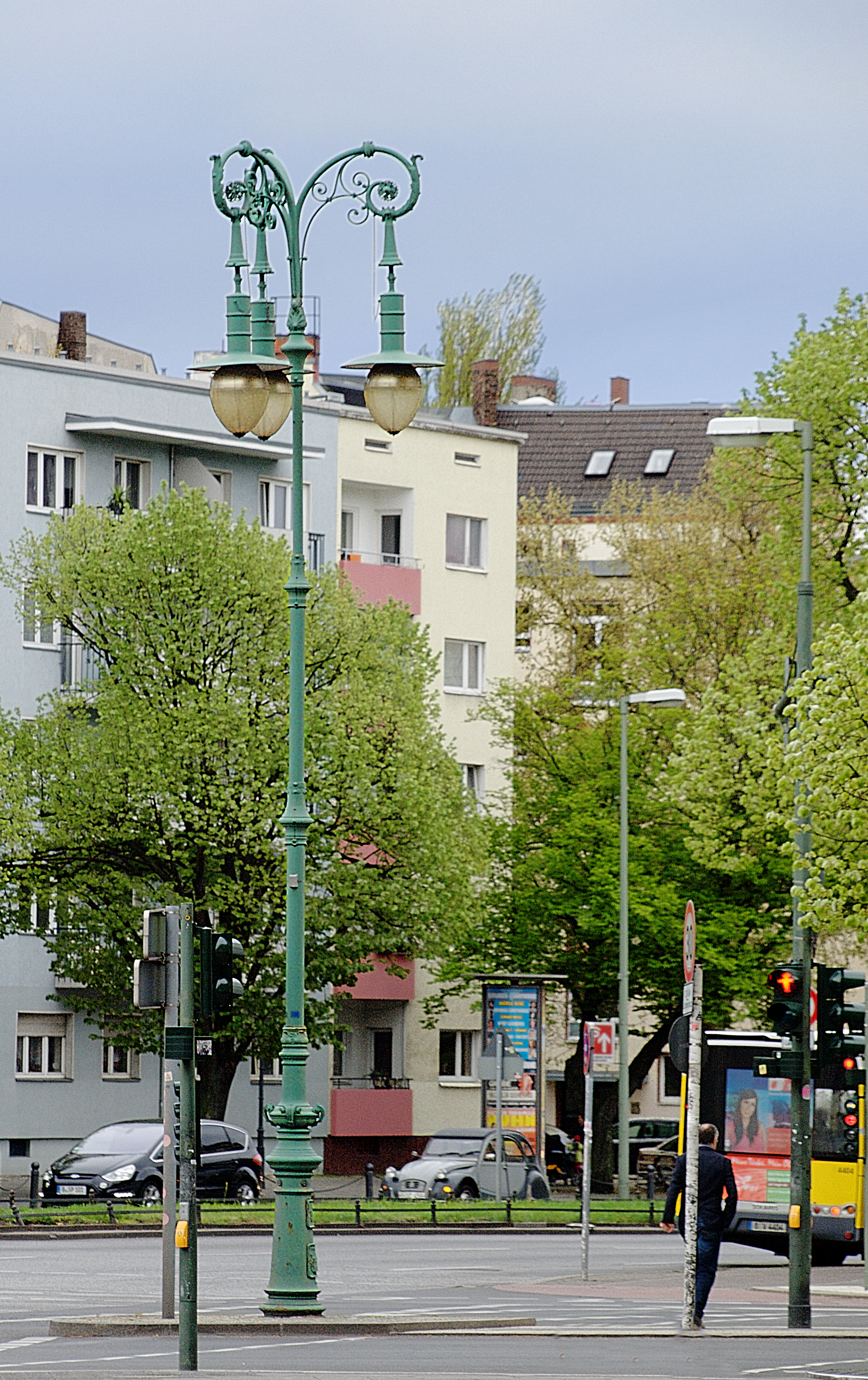
Réplica del candelabro de tres brazos de Witzleben en Luisenplatz, 2015

En Berlín se usa el término candelabro de arco para las farolas. Este tiene su origen en las lámparas de arco de carbono eléctricas muy brillantes que se utilizaron originalmente para iluminar calles seleccionadas entre 1880 y 1920. A partir de 1920 se empezaron a utilizar bombillas eléctricas y otras tecnologías de iluminación, algunas de las cuales se instalaron también en los antiguos candelabros.

## Modelos más conocidos
Ejemplos conocidos de candelabros de arco históricos de Berlín:
- Candelabro Schupmann, diseñado para el bulevar Unter den Linden en 1888, desmantelado en gran parte en 1935 y destruido durante la Segunda Guerra Mundial para luego ser desmantelado definitivamente. Se volvieron a levantar réplicas en Pariser Platz en 1992 y en Unter den Linden a partir de 1998.
- Candelabro de Hardenberg, diseñado alrededor de 1900 para la Hardenbergstrasse en la entonces ciudad independiente de Charlottenburg. En 1987 se erigieron réplicas en el Kurfürstendamm.
- Candelabro de Witzleben, también conocido como bastón de obispo . En 1987 se erigieron réplicas en Spandauer Damm, frente al Palacio de Charlottenburg, entre Danckelmannstraße y Luisenplatz, así como en Luisenplatz entre Spandauer Damm y frente al Puente del Palacio . También se pueden encontrar réplicas de este tipo de candelabros en el tramo Kreuzberg de la Generalszug ( Yorckstraße desde Hornstraße, Gneisenaustraße y Hasenheide hasta Hermannplatz).[1]
- Candelabro de arco de Potsdamer Platz, diseñado en 1905 por Emil Högg, desmontado en 1936/1937.

## Otros modelos

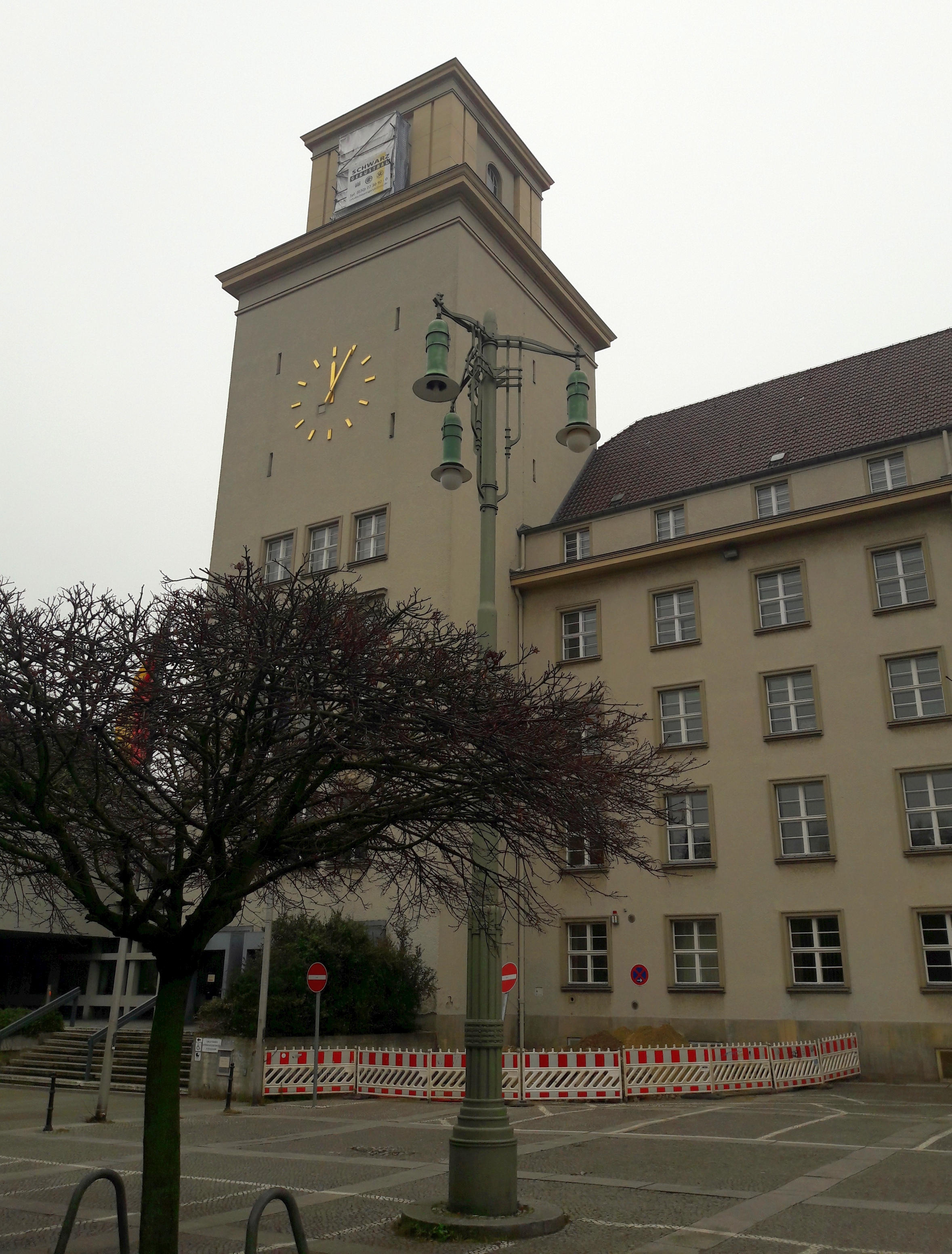
Candelabro de arco en el Ayuntamiento de Tempelhof, 2020
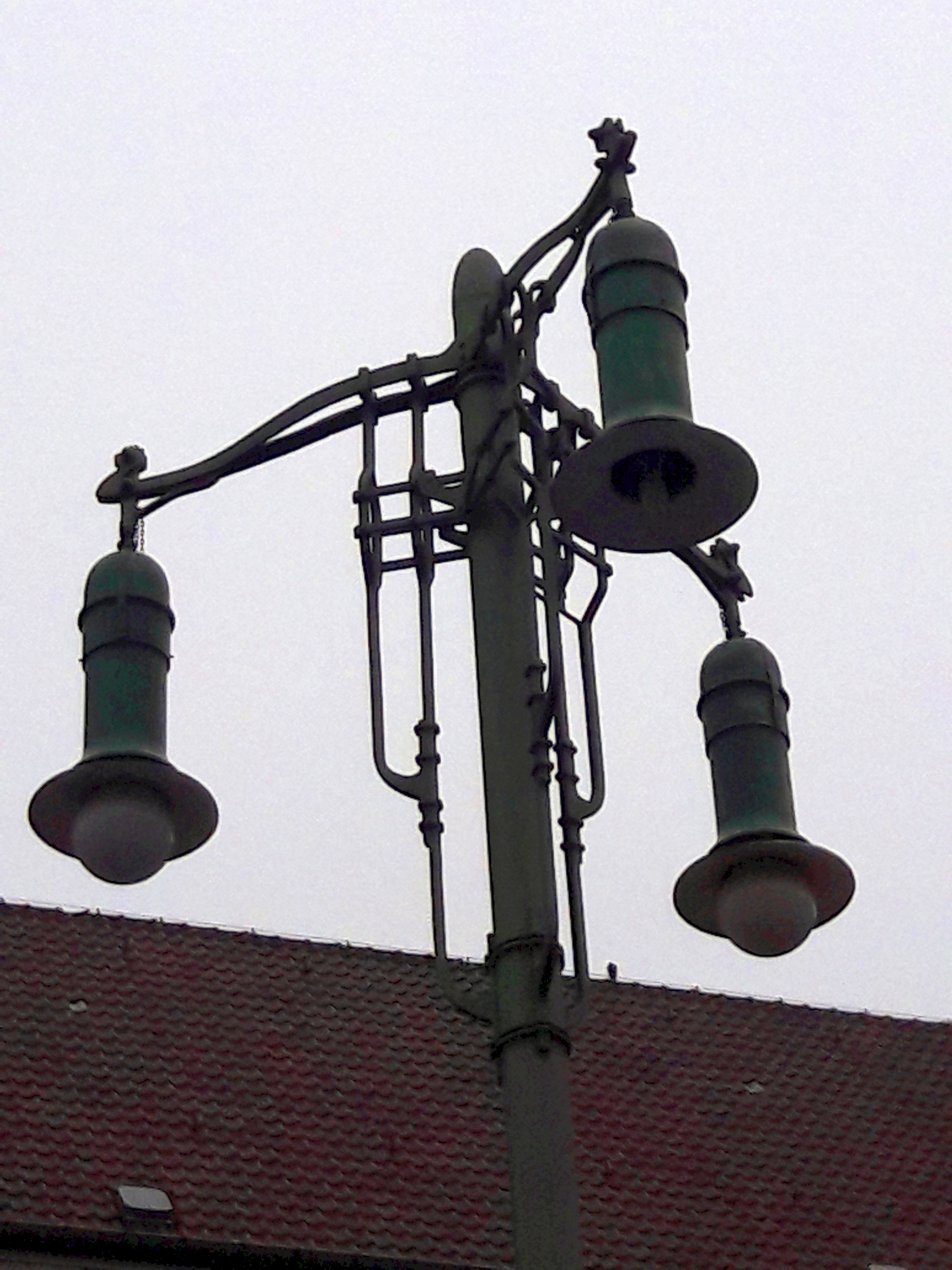
Candelabro de arco en el Ayuntamiento de Tempelhof, detalle, 2020
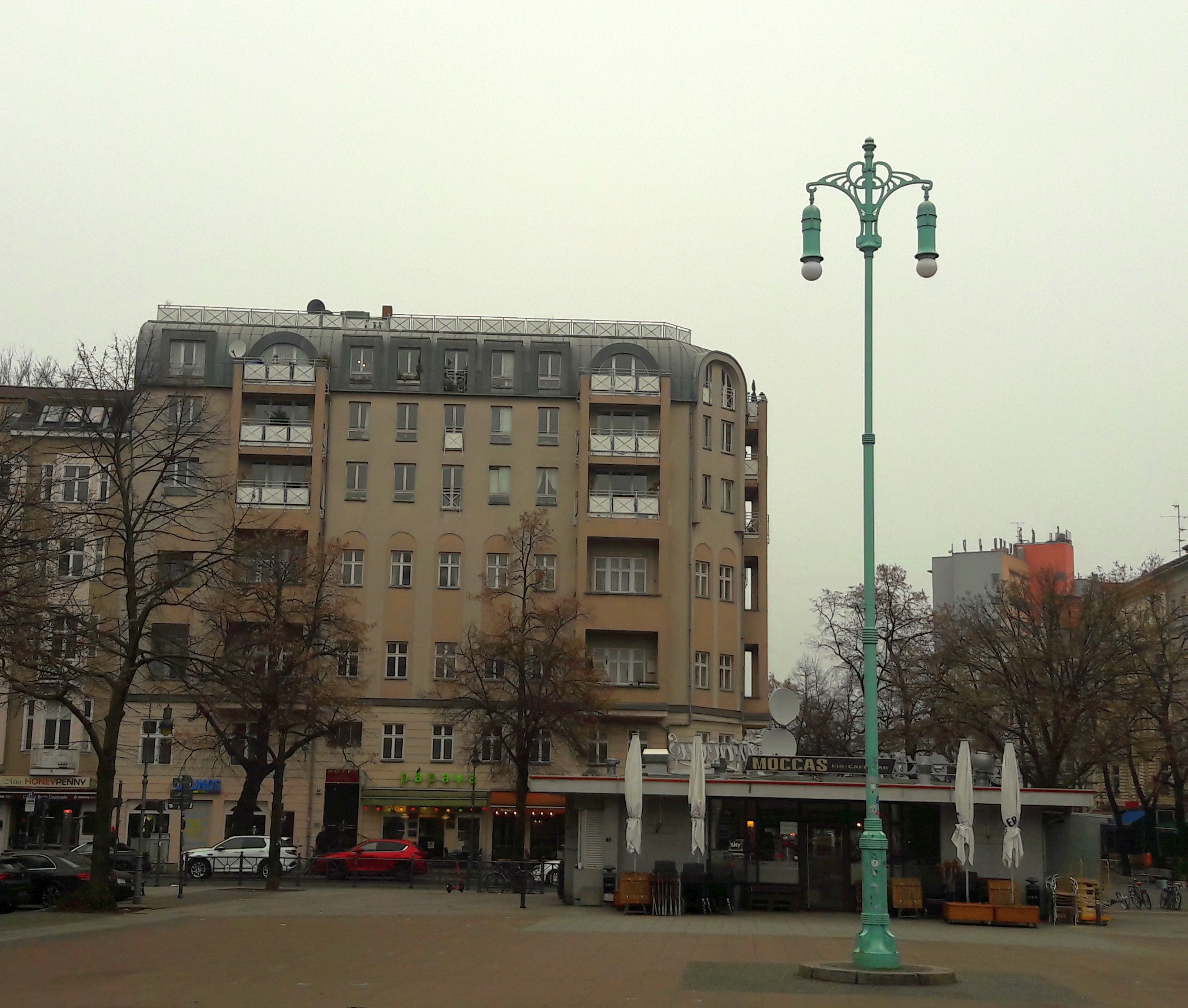
Candelabro de arco en Winterfeldtplatz, 2020 no
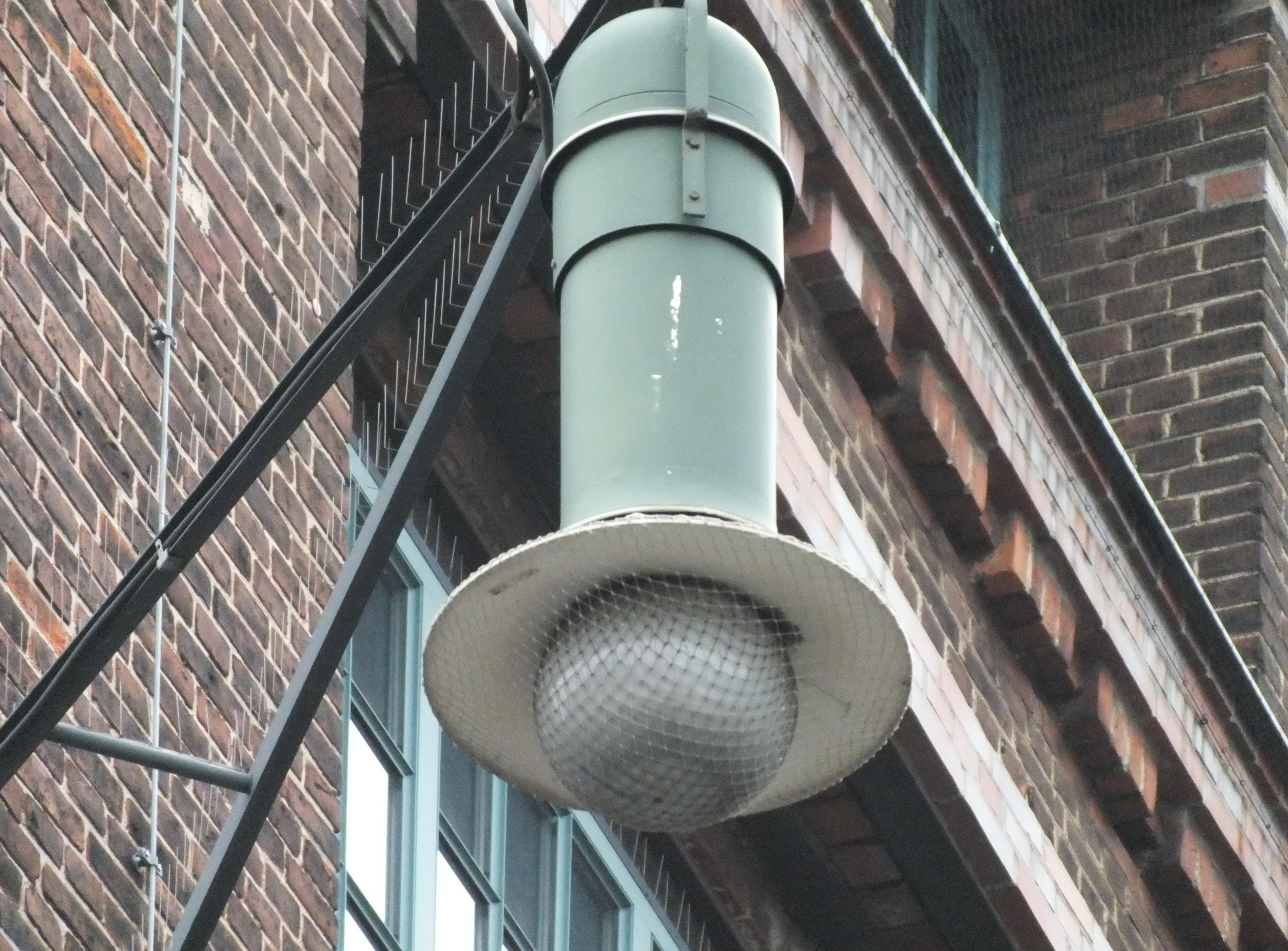
Lámpara de arco de Peter Behrens en las instalaciones de AEG en Brunnenstraße, 2014

Los candelabros de arco eléctrico del Ayuntamiento de Tempelhof y de la Winterfeldtplatz fueron equipados en 1992 y 1993 respectivamente con réplicas de la lámpara de arco eléctrico de carbono diseñada por Peter Behrens, que fueron suministradas por la empresa Hahnlicht.  
En el recinto de AEG en Brunnenstrasse se encuentran varias lámparas de arco de Peter Behrens, que fueron restauradas alrededor de 1992 por la empresa Kunstschmiede Berlin.

## Últimos modelos
En las décadas de 1930 y 1950 se crearon otros candelabros de alumbrado público que ya no estaban equipados con lámparas de arco:
- Candelabro OWA, también conocido como candelabro Speer, diseñado en 1935 para equipar el eje este-oeste.
- Candelabros Paulick que se instalaron entre 1952 y 1955 en la entonces Stalinallee, hoy Karl-Marx-Allee, en Berlín-Friedrichshain.